# Microsoft Windows Server 2008
Windows Server 2008（ウィンドウズ サーバー 2008）は、マイクロソフトが開発・提供するWindows Server 2003の後継となるサーバ向けオペレーティングシステム (OS)。
Windows Server 2008のコードネームはWindows Server Codename "Longhorn"あるいは俗にLonghorn Serverとも呼ばれていた。Windows Vistaをベースに開発されている。
2007年5月16日、正式名称をMicrosoft Windows Server 2008と発表。2008年2月5日、日本でMSDNとTechNetの会員向けにダウンロード提供が開始された。製品版は米国で2008年2月27日に提供を開始した。日本では4月15日から提供開始。

## サポートするプラットフォーム
Windows Server 2008は64ビット（x64およびIA-64）環境を主軸にしているが、32ビット (x86) 環境もサポートしている。次バージョンのWindows Server 2008 R2では64ビット環境のみのサポートとなり、x86環境には非対応となった為、Windows Server 2008が32ビット環境に対応した最後のサーバー用Windowsとなった。

## エディション
- Windows Server 2008 Standard (x86, x64)
- Windows Server 2008 Standard without Hyper-V (x86, x64)
- Windows Server 2008 Enterprise (x86, x64)
- Windows Server 2008 Enterprise without Hyper-V (x86, x64)
- Windows Server 2008 Datacenter (x86, x64)
- Windows Server 2008 Datacenter without Hyper-V (x86, x64)
- Windows Server 2008 for Itanium-based Systems
- Windows Web Server 2008 (x86, x64)
- Windows HPC Server 2008 (x64)
- Windows Storage Server 2008 (x86, x64)
- Windows Small Business Server 2008 (x64)
- Windows Essential Small Business Server 2008 (x64)
- Windows Server 2008 Foundation (x64)

## 特徴
Server Core
Server Coreとしてインストールすると、主にコマンド プロンプトがユーザーとの対話のインタフェースになる。要望が多かったりしたものなどはウィンドウを表示して使える。Server Core は、Active Directoryのドメインコントローラ、DNSサーバ、DHCPサーバ、ファイルサーバ、Windows Media サーバ、Webサーバ、Hyper-V サーバー等として機能する。Windows ExplorerがインストールされないためInternet Explorer等がインストールされず、また.NET FrameworkもGUIが前提のライブラリが含まれているためインストールされない。Server Core は、ユーザーが直接操作するような環境ではなく、インフラストラクチャとして配置するサーバーに最も有効である。Server Core でインストールされたコンピュータは、リモート コンピュータで MMC を使って管理する。また、インストールされるコンポーネントがより少なくなることで、より攻撃される面が少ない。
Hyper-V
Hyper-Vとは、仮想マシンモニタである。Intel VT や AMD Virtualization といったCPUの仮想化支援機能を利用し、1台のサーバマシンで複数のOSの実行を実現する。Windows Server 2008の他に、Windows Server 2003とWindows 2000 ServerおよびLinuxが、Hyper-V 上での実行対象としてサポートされる。x64用のみの提供となっている。
EFIのサポート
従来のBIOSに替わるUEFIのサポート（64ビット環境のみ）。
Active Directory
Active Directoryに登録されるユーザ名のふりがなへの対応やロールが強化される。
Windows PowerShell
Windows Server 2008から標準でWindows PowerShellが搭載される。コマンド プロンプトやWindows Scripting Hostに置き換わるコマンドラインベースの管理ツール。Windows PowerShellを利用するには、.NET Frameworkをインストールする必要がある。
ターミナル サービス
ターミナル サービスはいくつかの機能が追加された。RDP 6.1をインストールしているWindows Server 2008やWindows Vista SP1、Windows XP SP3は標準で対応し、Windows Vistaはサービスパック 1への更新で、Windows XP SP2やWindows Server 2003 SP1以降のシステムはRDP 6.1をWindows Updateでインストールすることにより対応する。サーバー上にある1つのアプリケーションの共有、またそのゲートウェイ サービス、クライアント側のプリンタの共有ということが可能となった。
その他
IIS (Internet Information Services) 7.0
Remote Installation Servicesの後継となるWindows展開サービス
WIM (Windows Image Format) を用いたセットアップと配置
OSの完全なコンポーネント化
Windows Vistaのグループポリシーに対応
SMB 2.0の実装によるNTベースのSMB利用環境に対応
ケルベロス認証の256ビットAESのサポート
iSNSのサポート
Secure Socket Tunneling Protocolのサポート
Self-healing NTFSというNTFSの強化
DHCPv6等のIPv6環境への対応
一部の機能は Windows Server 2003 でもサポートされる。